# Yuhina
Yuhina (meestimalia's) is een geslacht van zangvogels uit de familie Zosteropidae (brilvogels). In het Nederlands heten de soorten uit dit geslacht meestimalia's. Hun gedrag lijkt op dat van mezen en vroeger werden deze soorten ingedeeld bij de familie van de Timaliidae. De naam komt van het Nepalese woord voor vlekkeelmeestimalia (Y. gularis): yuhin. 

## Verspreiding en leefgebied
Het zijn vogels die vooral voorkomen in montane bossen in tropische Azië.

## Taxonomie
Het geslacht telt 7 soorten. De gestreepte meestimalia (Staphida castaniceps), kastanjehalsmeestimalia (S. torqueola) en de roodkuifmeestimalia (S.  everetti) zijn ondergebracht in een apart geslacht Staphida. Net als de diadeemmeestimalia (P. diademata) die nu is geplaatst in het monotypische geslacht Parayuhina.

### Soorten
- Yuhina bakeri  – Roodkopmeestimalia
- Yuhina brunneiceps  – Taiwanmeestimalia
- Yuhina flavicollis  – Baardmeestimalia
- Yuhina gularis  – Vlekkeelmeestimalia
- Yuhina humilis  – Birmese meestimalia
- Yuhina nigrimenta  – Geelpootmeestimalia
- Yuhina occipitalis  – Roodbuikmeestimalia